# Lavinia Agache
Pour les articles homonymes, voir Agache.
Lavinia Agache, née le 11 février 1968 à Căiuți (Roumanie), est une gymnaste artistique roumaine.

## Palmarès

### Jeux olympiques
- Los Angeles 1984
  -  médaille d'or au concours par équipes
  -  médaille de bronze au saut de cheval

### Championnats du monde
- Budapest 1983
  -  médaille d'argent au concours par équipes avec Mirela Barbălată, Laura Cutina, Simona Renciu, Mihaela Stanulet et Ecaterina Szabo
  -  médaille d'argent au saut de cheval
  -  médaille d'argent aux barres asymétriques
  -  médaille de bronze à la poutre

### Championnats d'Europe
- Göteborg 1983
  -  médaille d'or à la poutre
  -  médaille d'argent au concours général individuel
  -  médaille d'argent aux barres asymétriques
  -  médaille de bronze au saut de cheval